# 見附站
見附站（日语：／ Mitsuke eki */?）是位於新潟縣見附市本所二丁目4番35號，東日本旅客鐵道（JR東日本）的信越本線車站。
車站是在見附市中心，所有特急「白雪」均停靠此站。

## 歷史
見附站是位於見附町（即是現時為見附市東邊）中心和今町中心之間的稻田地帶。
在車站啟用初期，使用人數一直較少，而見附町的周邊市町村的發展也相對較慢。
後來見附町和今町合併，在1970年代後期至90年代，在今町地區建成了北陸自動車道、上越新幹線、國道8號見附繞道等交通基建，加上車站周邊開始發展住宅區，使使用人次有所上升。

### 年表
- 1898年（明治31年）6月16日：北越鐵道一之木戶（現時為東三條）至長岡之間開通，此站啟用[1]。
- 1907年（明治40年）8月1日：北越鐵道根據鐵道國有法（日语：鉄道国有法）而國有化。成為帝國鐵道廳（國鐵）車站。
- 1974年（昭和49年）5月：綠色窗口開始營業[2]。
- 1987年（昭和62年）4月1日：伴隨國鐵分割民營化，車站由東日本旅客鐵道（JR東日本）營運。
- 2005年（平成17年）12月15日：引入自動閘機。
- 2008年（平成20年）3月15日：新潟近郊區間擴大，此站可以使用IC卡「Suica」[3]。
- 2010年（平成22年）12月23日：設置指定席售票機。
- 2016年（平成28年）4月1日：成為業務委託車站。取消見附站長。

## 車站構造

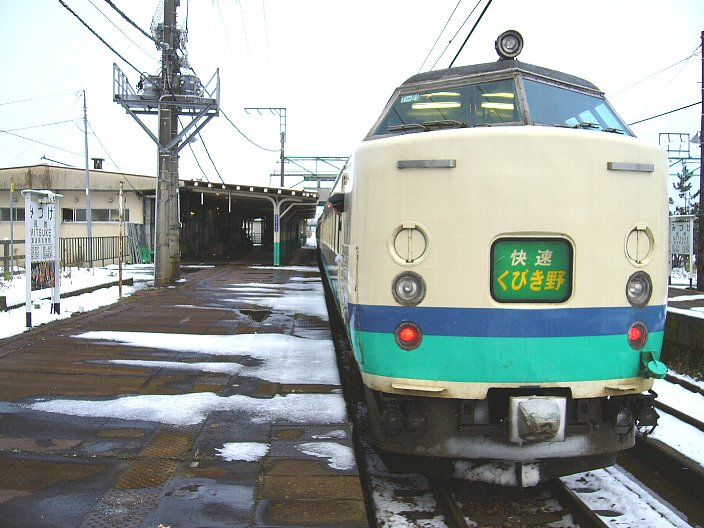
停站中的快速「頸城野」

車站是一座地面車站，設有2面2線的單式月台，此站曾經設有2面3線月台。月台之間設有跨線橋連接，在跨線橋中設有無障礙設施升降機。
此站是由長岡站管理的業務委託車站，委托了JR新潟Business負責車站業務。車站大樓內設有綠色窗口（營業時間 6：15 - 20：00，中間設有休息時段）、自動售票機（觸控式1台）、指定席售票機（1台，營業時間 5：30 - 23：30，在23：00以後不可使用網上預約服務）、自動販賣機、廁所等設施。車站內也有3部自動閘機，所有閘機可使用Suica等IC卡。
車站北邊設有閘外行人隧道，以連接西出口。在西出口處設有迴旋路、停車場和停泊單車場。

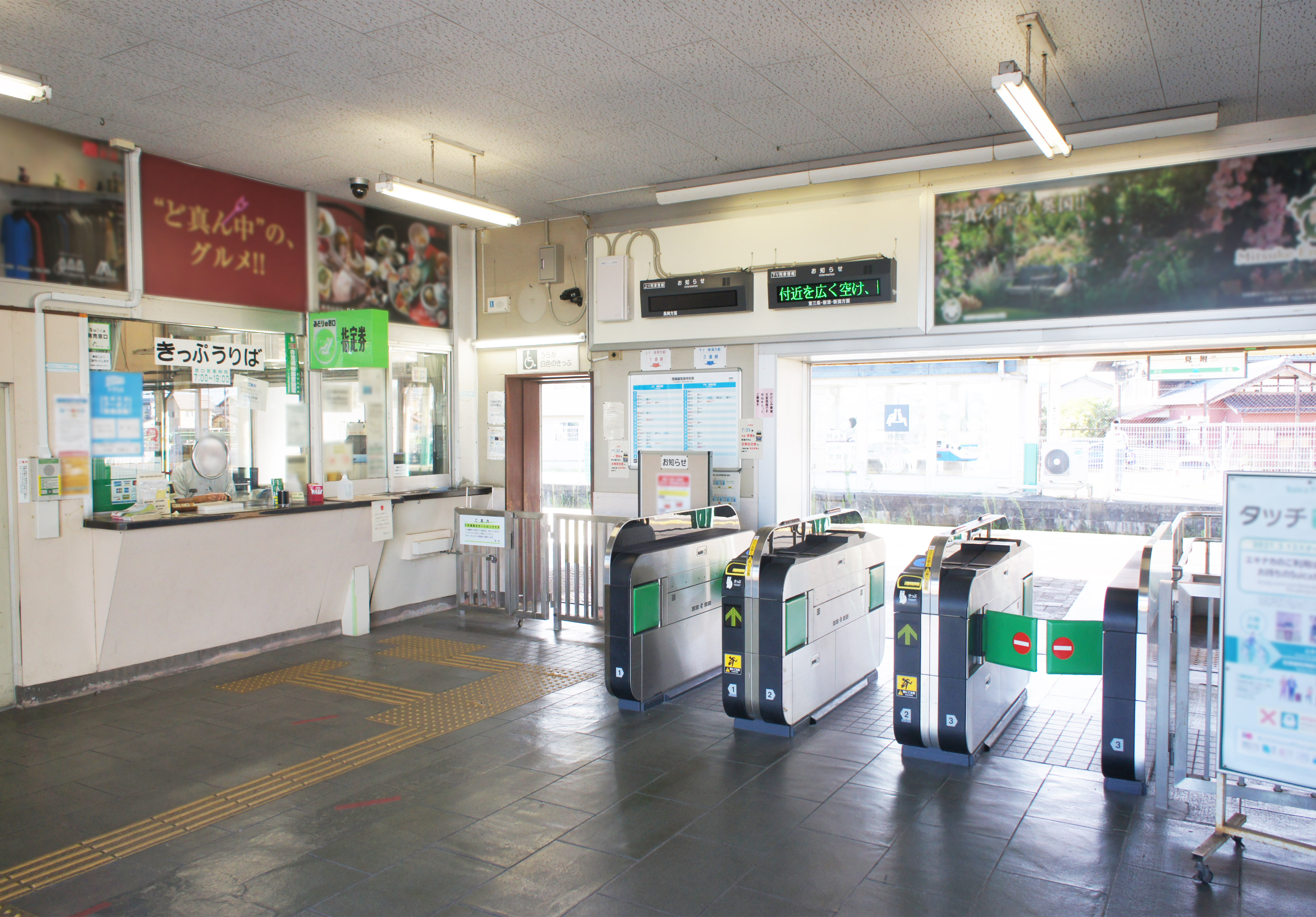
檢票口（2021年9月）
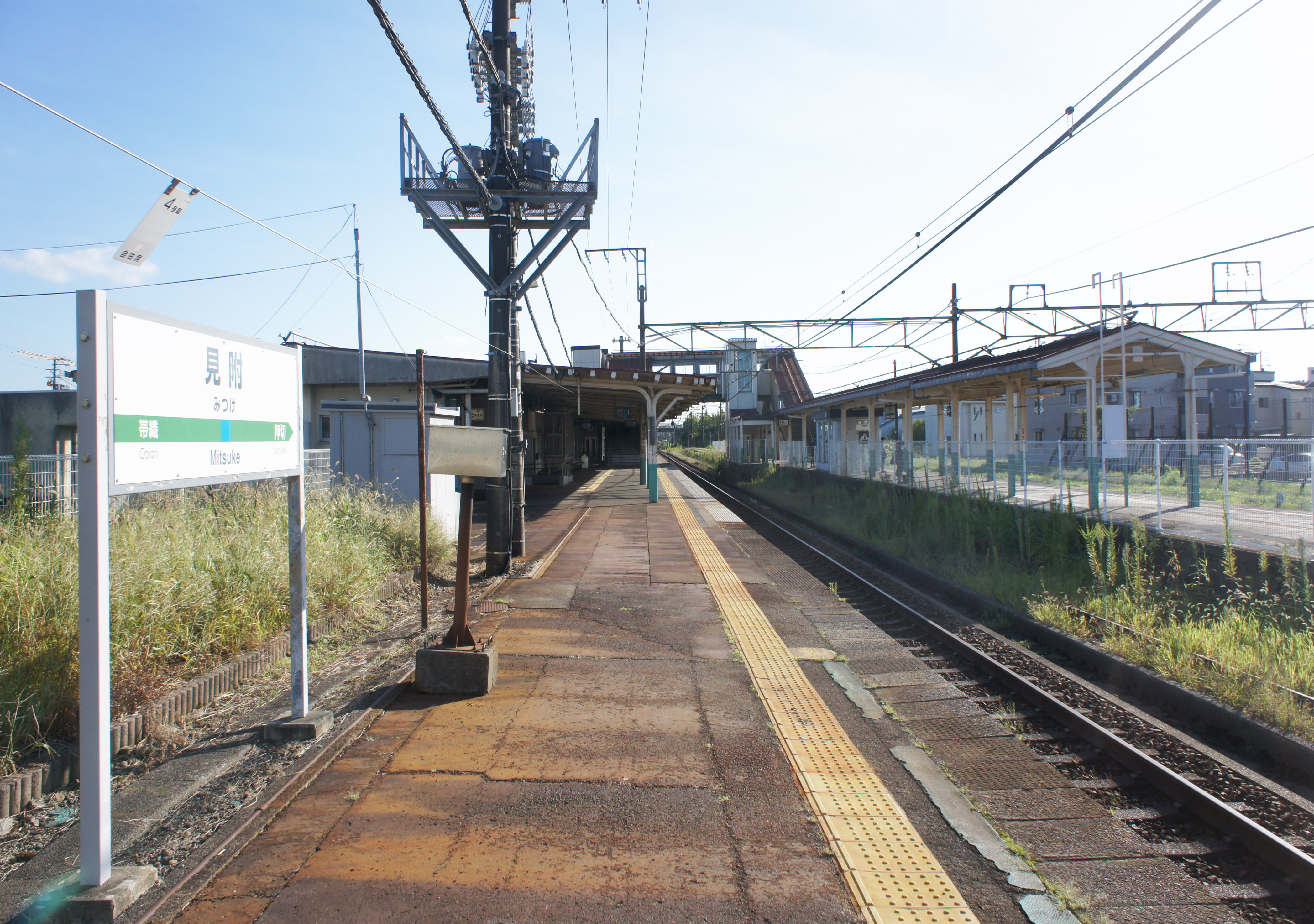
月台（2021年9月）

### 月台
| 月台 | 路線      | 上下行 | 方向     |
| ---- | --------- | ------ | -------- |
| 1    | ■信越本線 | 上行   | 長岡方向 |
| 3    | ■信越本線 | 下行   | 新潟方向 |

參考

## 使用狀況
在2019年度（令和元年度），1日平均乘車人次為2,137人。
以下列出近年1日平均乘車人次：
| 乘車人次變化       | 乘車人次變化     | 乘車人次變化    |
| 年度               | 1日平均 乘車人次 | 參考資料        |
| ------------------ | ---------------- | --------------- |
| 2000年（平成12年） | 2,392            | [ 利用客数 2 ]  |
| 2001年（平成13年） | 2,329            | [ 利用客数 3 ]  |
| 2002年（平成14年） | 2,259            | [ 利用客数 4 ]  |
| 2003年（平成15年） | 2,232            | [ 利用客数 5 ]  |
| 2004年（平成16年） | 2,185            | [ 利用客数 6 ]  |
| 2005年（平成17年） | 2,178            | [ 利用客数 7 ]  |
| 2006年（平成18年） | 2,118            | [ 利用客数 8 ]  |
| 2007年（平成19年） | 2,103            | [ 利用客数 9 ]  |
| 2008年（平成20年） | 2,139            | [ 利用客数 10 ] |
| 2009年（平成21年） | 2,125            | [ 利用客数 11 ] |
| 2010年（平成22年） | 2,192            | [ 利用客数 12 ] |
| 2011年（平成23年） | 2,183            | [ 利用客数 13 ] |
| 2012年（平成24年） | 2,142            | [ 利用客数 14 ] |
| 2013年（平成25年） | 2,189            | [ 利用客数 15 ] |
| 2014年（平成26年） | 2,023            | [ 利用客数 16 ] |
| 2015年（平成27年） | 2,108            | [ 利用客数 17 ] |
| 2016年（平成28年） | 2,178            | [ 利用客数 18 ] |
| 2017年（平成29年） | 2,186            | [ 利用客数 19 ] |
| 2018年（平成30年） | 2,157            | [ 利用客数 20 ] |
| 2019年（令和元年） | 2,137            | [ 利用客数 1 ]  |

## 車站周邊
車站周邊為住宅區。此站距離見附市今町地區中心約10分鐘巴士車程。
- 新潟縣道108號見附停車場線（日语：新潟県道108号見附停車場線）
- 新潟縣道20號見附中之島線（日语：新潟県道20号見附中之島線）
- 見附站前郵局
- 新潟縣立見附高等學校（日语：新潟県立見附高等学校）
- 創進高等學校（日语：創進高等学校）
- 7-11見附本所店
- 角屋旅館

## 巴士路線
截至2018年4月，在站前設有見附市社區巴士，前往見附中心、今町中心。考慮到轉乘列車，巴士班次為毎小時2至3班，每一班巴士會在此站停留4分鐘。行走區間為「社區巴士車廠（上見附車廠） - 見附站前 - 道之驛庭院新潟」，設有A、B、B2 3稱停站安排。

## 相鄰車站
東日本旅客鐵道
■信越本線
- 特急「白雪」、快速「樂樂列車信越」「早安信越」停車站

■快速
長岡－見附－三條
■普通
押切－見附－帶織

## 注腳

### 使用狀況
1. 1 2  . 東日本旅客鉄道.   [2020-07-13]. （原始内容存档于2020-07-10） （日语）.
2. ↑  . 東日本旅客鉄道.   [2019-04-04]. （原始内容存档于2019-03-28） （日语）.
3. ↑  . 東日本旅客鉄道.   [2019-04-04]. （原始内容存档于2019-03-28） （日语）.
4. ↑  . 東日本旅客鉄道.   [2019-04-04]. （原始内容存档于2019-03-28） （日语）.
5. ↑  . 東日本旅客鉄道.   [2019-04-04]. （原始内容存档于2019-03-28） （日语）.
6. ↑  . 東日本旅客鉄道.   [2019-04-04]. （原始内容存档于2019-03-28） （日语）.
7. ↑  . 東日本旅客鉄道.   [2019-04-04]. （原始内容存档于2019-03-28） （日语）.
8. ↑  . 東日本旅客鉄道.   [2019-04-04]. （原始内容存档于2019-03-28） （日语）.
9. ↑  . 東日本旅客鉄道.   [2019-04-04]. （原始内容存档于2019-03-28） （日语）.
10. ↑  . 東日本旅客鉄道.   [2019-04-04]. （原始内容存档于2019-03-28） （日语）.
11. ↑  . 東日本旅客鉄道.   [2019-04-04]. （原始内容存档于2019-03-28） （日语）.
12. ↑  . 東日本旅客鉄道.   [2019-04-04]. （原始内容存档于2019-03-28） （日语）.
13. ↑  . 東日本旅客鉄道.   [2019-04-04]. （原始内容存档于2019-03-28） （日语）.
14. ↑  . 東日本旅客鉄道.   [2019-04-04]. （原始内容存档于2019-03-22） （日语）.
15. ↑  . 東日本旅客鉄道.   [2019-04-04]. （原始内容存档于2016-03-04） （日语）.
16. ↑  . 東日本旅客鉄道.   [2019-04-04]. （原始内容存档于2019-03-27） （日语）.
17. ↑  . 東日本旅客鉄道.   [2019-04-04]. （原始内容存档于2019-03-22） （日语）.
18. ↑  . 東日本旅客鉄道.   [2019-04-04]. （原始内容存档于2019-03-22） （日语）.
19. ↑  . 東日本旅客鉄道.   [2019-04-04]. （原始内容存档于2019-03-22） （日语）.
20. ↑  . 東日本旅客鉄道.   [2019-07-16]. （原始内容存档于2019-07-05） （日语）.

## 外部連結
- 車站資訊（見附）：東日本旅客鐵道（日語）